# Butler Township (Darke County, Ohio)
Butler Township ist eines von 20 Townships des Darke Countys im US-Bundesstaat Ohio. Nach der Volkszählung im Jahr 2020 waren hier 1455 Einwohner registriert.

## Geografie
Butler Township liegt im Süden des Darke Countys im Westen von Ohio und grenzt im Uhrzeigersinn an die Townships: Neave Township, Van Buren Township, Twin Township, Harrison Township im Preble County, Monroe Township (Preble County), Jefferson Township (Preble County), Harrison Township und Liberty Township.

## Verwaltung
Das Township wird durch ein Board of Trustees, bestehend aus drei gewählten Mitgliedern, verwaltet. Zwei Personen werden jeweils im Jahr nach der Präsidentschaftswahl gewählt und eine jeweils im Jahr davor. Die Amtszeit dauert in der Regel vier Jahre und beginnt jeweils am 1. Januar. Daneben gibt es noch einen Township Clerk (zuständig für Finanzen und Budget), der ebenfalls im Jahr vor der Präsidentschaftswahl auf eine vierjährige Amtszeit gewählt wird. Dessen Amtszeit beginnt jeweils am 1. April.